# Arboretum de Cazebonne
El Arboretum de Cazebonne es un arboreto ubicado en el sureste de Francia, que tiene una extensión de 4 hectáreas y se encuentra situado en el interior del "Parc national des Cévennes", Gard, Francia.

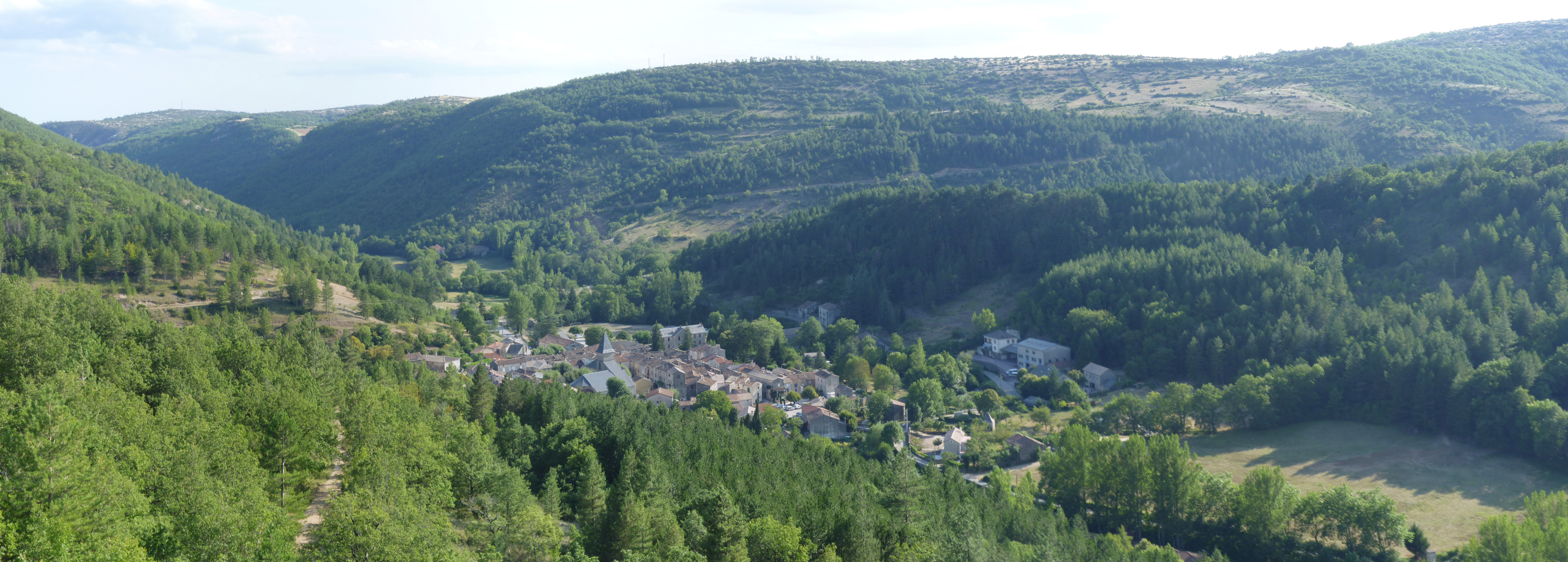
Vista de Alzon y su entorno.

## Localización
El Arboretum de Cazebonne se encuentra en el sureste de Francia, en las proximidades del  Mont Aigoual, a unos 4 km de Alzon, en el interior del Parque nacional de las Cevenas.
Arboretum de Cazebonne D 231 a Villaret Alzon, Département de Gard, Languedoc-Roussillon, France-Francia.
Planos y vistas satelitales.43°58′04″N 3°26′25″E / 43.96778, 3.44028
El acceso es gratuito durante todo el año.  

## Arboretum
El arboreto fue creado en 1903 por Charles Henri Marie Flahault (1852–1935) y  Georges Fabre como una estación experimental con la finalidad de probar especies arbóreas exóticas por su idoneidad de cultivo en la zona a fin de reducir el efecto erosivo provocado por  pastoreo excesivo y la tala de árboles.  
Se plantaron abeto, alerce, pino negro y otras especies tanto locales como foráneas.
Está administrado por la « Office national des forêts».

## El parque nacional de las Cevenas
Los patrimonios natural y cultural de las Cevenas son conocidos al menos desde el siglo XIX, gracias a autores como el inglés Robert Louis Stevenson que participan en la popularización de la región, gracias a la publicación de su obra «Viajes con una burra por los montes de Cévennes» en 1879, relato de su viaje de 12 días y 195 km a través de Lozère.
En 1913, el espeleólogo Édouard-Alfred Martel, uno de los padres de la espeleología moderna publica un artículo en la revista Montagne, donde propone clasificar de parque nacional una zona que comprende las gorges de la Borne en Ardèche y una gran parte de las Causses Noir y Méjean. El Club Cévenol y otras asociaciones constituidas a principios del siglo XIX reclaman igualmente la creación de un parque nacional a fin de preservar el patrimonio de la región. Frente al éxodo rural masivo que conoce la región, el Consejo general de Lozère reactivará esta idea después de la Segunda Guerra Mundial en 1956.
En 1957, se crea la «Association du Parc National Culturel des Cévennes» de la fusión de dos grupos portadores del proyecto de creación del Parque nacional: la «association du Parc Cévennes-Lozère» creada en 1953 y animada por el maestro Bieau, reconocida en Florac y en Mende, y la «Confrérie des Amis des Sources», creada en 1955 por dos notables locales, los doctores Pellet y Richard.
Durante la redacción del proyecto de ley sobre los parques nacionales franceses de 1960, la association du Parc national culturel des Cévennes jugó el papel de un grupo de presión con el fin de asegurarse que las especificidades del territorio de las Cevenas serían tomadas en cuenta; aunque los otros parques nacionales no tienen población permanente residente en la zona central, la asociación tuvo que asegurarse que la presencia de residentes permanentes de la futura zona central del parque de las Cevenas no perjudicará al proyecto de creación del parque.
Después de haber defendido el proyecto de parque ante los responsables nacionales, y presentado a los habitantes locales los beneficios que se sacan de una estructura como un parque nacional para luchar contra el despoblamiento de las Cevenas, el Consejo nacional de la protección de la naturaleza emitirá un aviso favorable a la creación del Parque nacional de las Cevenas el 7 de noviembre de 1962.
El parque nacional de las Cevenas será oficialmente creado por el decreto n°70-777 de 2 de septiembre de 1970.

## Colecciones
Caminar por el tranquilo espacio del arboreto, es una oportunidad para descubrir diferentes árboles "exóticos", entre ellos el abeto Numidico (Abies numidica), abeto del Cáucaso (Abies nordmanniana), la Thuja de Canadá (Thuja occidentalis), Tsuga de las montañas (Tsuga mertensiana), secoya gigante (Sequoiadendron giganteum) y rhododendron de Pont-Euxin.

## Actividades
Además de actividades educativas, las actividades que aquí se realizan van encaminadas a:
- La conservación de las especies amenazadas,
- Al estudio científico de las necesidades para el mejor desarrollo de las especies que aquí se encuentran,
- A la conservación de los suelos y recuperación de las zonas degradadas y erosionadas,
- A la adaptación de especies foráneas con vistas a ampliar las especies cultivables de la región.